# ميلان يوكسيموفيتش
ميلان يوكسيموفيتش (بالصربية: Милан Јоксимовић)‏ هو لاعب كرة قدم صربي في مركز الدفاع، ولد في 9 فبراير 1990 في أوزيتشى في صربيا. لعب مع سبارتاك سوبتيتسا وناتسبيرنوفلاغ أكوريرار ونادي ليبايا.

## وصلات خارجية
- ميلان يوكسيموفيتش على موقع قاعدة بيانات كرة القدم.إي يو (الإنجليزية)
- ميلان يوكسيموفيتش على موقع Soccerbase.com (لاعب) (الإنجليزية)
- ميلان يوكسيموفيتش على موقع Soccerway.com (الإنجليزية)
- ميلان يوكسيموفيتش على موقع عالم كرة القدم.نت (الإنجليزية)